# Alpenverein Salzburg
Der Alpenverein Salzburg ist eine Sektion des Österreichischen Alpenvereins. Sie wurde im Jahr 1869 gegründet und ist aktuell einer der größten Sportvereine in Österreich.

## Hütten

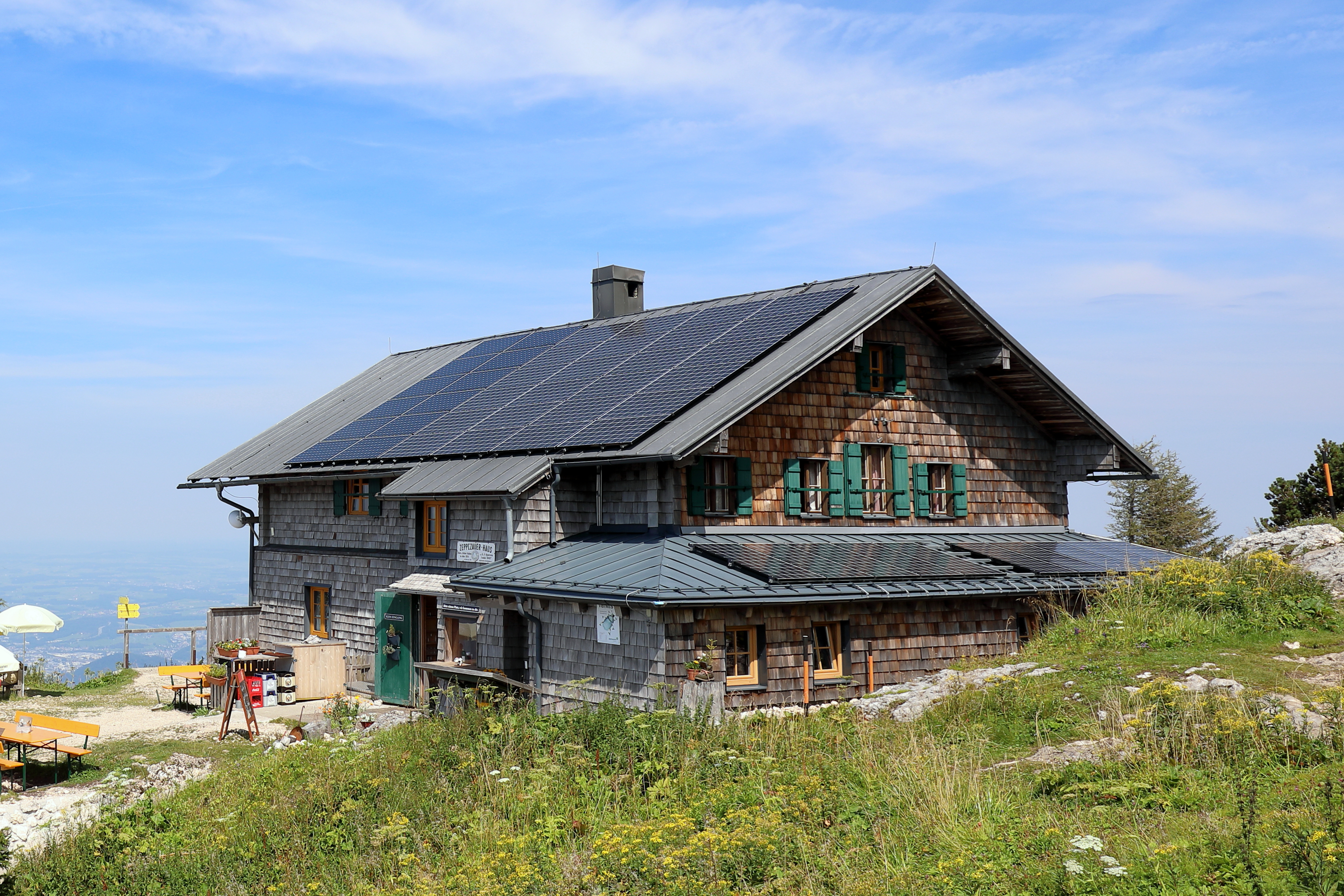
Zeppezauerhaus auf dem Untersberg

- Carl-von-Stahl-Haus 1733 m ü. A.
- Eckberthütte 1140 m ü. A.
- Gwechenberghütte 1372 m ü. A.
- Kürsingerhütte 2558 m ü. A.
- Rossberghütte 1000 m ü. A.
- Söldenhütte 1531 m ü. A.
- Zeppezauerhaus 1663 m ü. A.

## Bekannte Mitglieder
- Heinrich Hackel
- Julius Hinterhuber
- Hans Stöckl
- Johann Stüdl (1839–1925), Prager Kaufmann
- Karl Friedrich Würthle (1820–1902), deutscher Landschaftsmaler, Radierer, Stahlstecher und Fotograf
- Moritz Zeppezauer